# استعمار نقاط لاغرانج

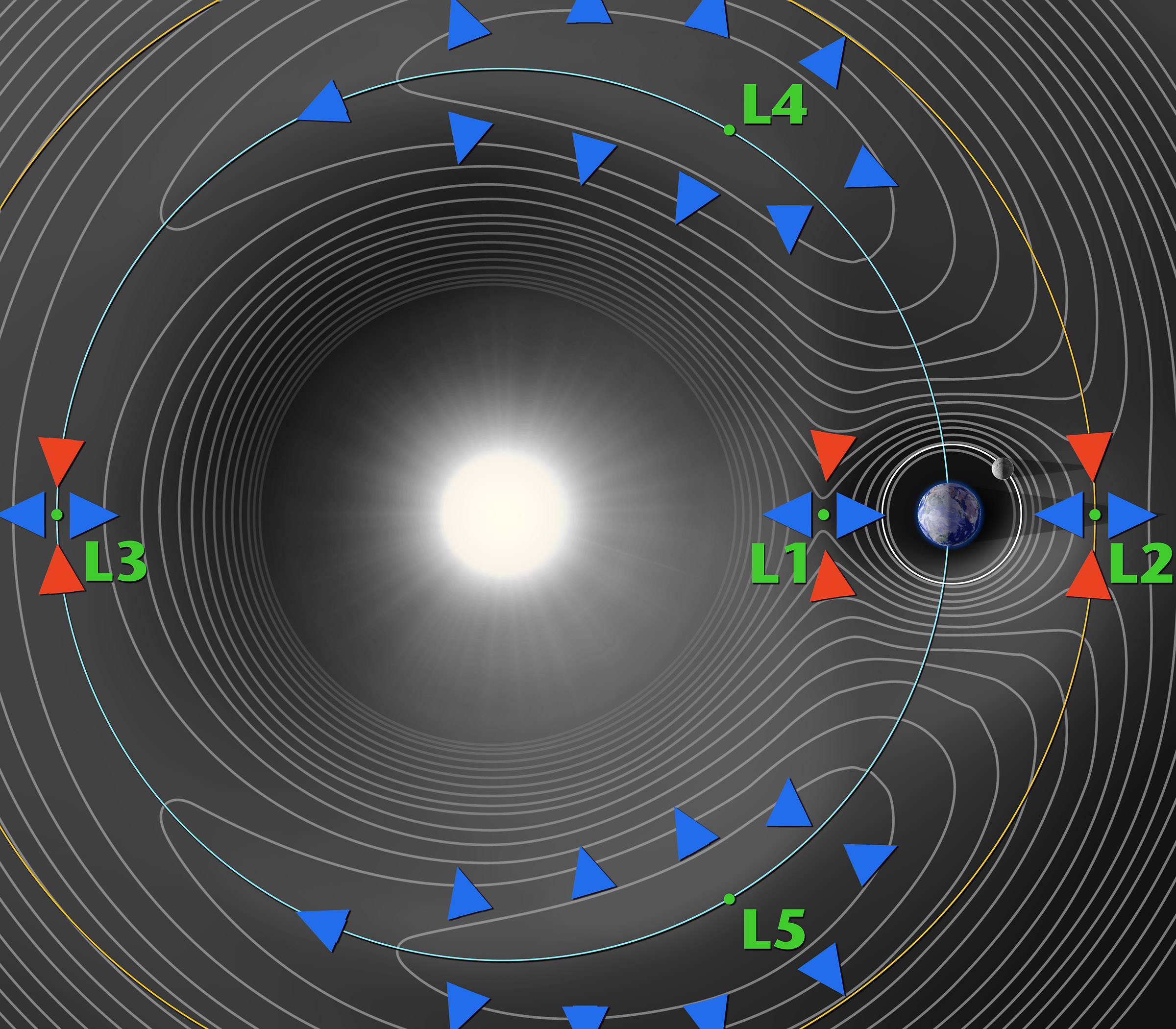

استعمار نقاط لاغرانج هو استعمار نقاط التوازن الخمسة في مدار أحد الكواكب أو قمره الأساسي، التي تُسمى نقاط لاغرانج. إن أكثر النقاط سهولةً للاستعمار هي تلك الموجودة في نظام الأرض والقمر ونظام الشمس والأرض. على الرغم من أن الأمر سيستغرق عمومًا أيامًا أو أسابيع للوصول إلى نقاط لاغرانج الخاصة بنظام الشمس والأرض باستخدام التكنولوجيا الحالية، سيكون من الممكن توليد الطاقة الشمسية من هناك بشكل مستمر تقريبًا لعدم حجب الشمس لها إلا نادرًا ولفترة قصيرة، نتيجة بعدها الكبير عن الأرض.

## نظام الأرض والقمر
نقطتا لاغرانج المستقرتان الوحيدتان هما إل4 وإل5. تكون نقاط لاغرانج مستقرة إذا كانت كتلة الجسم الأكبر تعادل 25 ضعف كتلة الجسم الثانوي على الأقل. تعادل كتلة الأرض 81 ضعف كتلة القمر. تأسست «جمعية إل5» لتعزيز الاستيطان الفضائي عبر بناء محطات فضائية في هذه النقاط في نظام الأرض والقمر.
ستُستخدم المحطة الفضائية في نقطة إل1 لإنجاز عدة وظائف مهمة بسبب موقعها الثابت بين الأرض والقمر. فهي في موقع ممتاز لمراقبة وتنسيق الاتصالات بين مختلف المهمات المتمركزة على الجانب القريب من القمر. يمكن أن تصل المركبة الفضائية بعد إطلاقها من إل1 إلى أي مكان على سطح القمر بحلول ساعات قليلة إلى يوم واحد. هذا من شأنه أن يجعلها مثالية لإدارة الأزمات إذا حدثت حالة طوارئ على سطح القمر. علاوة على ذلك، يمكن أن تعمل بصفتها «محطة وسيطة،» خاصةً عند الانتهاء من بنائها، ومن المحتمل أن تُستخدم لاستقبال السياح والزوار غير الرسميين إلى القمر. يمكن لمحطة كهذه أن تُستخدم أيضًا مركزًا لإصلاح المركبات الفضائية المسافرة عبر النظام الشمسي.
تتمركز نقطة إل2 على الجانب البعيد من القمر، وهي محجوبة بالكامل عن الأرض بواسطة القمر؛ لذا ستختبر التلسكوبات الراديوية الموضوعة هناك تشويشًا أقل بكثير من التلسكوبات الموجودة حاليًا. بالطبع، ولما كان القمر مُقيدًا مديًا، ستستفيد أي مستعمرة على الجانب البعيد القمر من هذه الخاصية أيضًا، لكن المرافق القمرية ستعاني من الاهتزازات القمرية.
ستحتاج المستعمرات المتمركزة في نقطتي إل1 وإل2 إلى إجراء «مناورة الحفاظ على المدار» باستمرار؛ لأنهما غير مستقرتان تمامًا (فهما نقطتان سرجيتان من ناحية الطاقة). ستتميز المستعمرات المتمركزة في نقطتي إل4 وإل5 بكونها مستقرة دون أي الحاجة إلى مناورة الحفاظ على المدار، ويمكن استخدامها لتشكل «نقطة وسيطة» للسفر من الفضاء الفاصل بين الأرض والقمر وإليه.
إضافة إلى ذلك، ستقلل تلك النقطتان من «دلتا في» (التغيير في السرعة) اللازمة للانتقال من إحداها إلى الأخرى، أو للدخول أو الخروج من مدار الأرض، وهو عيب مهم في أي محطة على سطح القمر، ما يتطلب طاقة عالية للهروب من جاذبية القمر، إضافة إلى الهبوط على الآمن على السطح الذي يتطلب قدرًا مماثلًا من الطاقة أو أكثر. 

## نظام الشمس والأرض
يُعد موضع نقطة إل1 مفيدًا لعمليات الرصد الشمسية نظرًا لقربه من الأرض وتعرضه الدائم لضوء الشمس. قد يكون مفيدًا أيضًا في جمع الطاقة الشمسية. على العكس من ذلك، تُحجب نقطة إل2 بظل الأرض باستمرار، لذا توفر موقعًا مميزًا لرصد الكواكب الخارجية أو الفضاء العميق. يمكن استخدام مستعمرات نقطتي إل4 وإل5 نقاطًا وسيطة للسفر الفضائي، لتوسيع «نافذة الإطلاق» العملية للسفر بين الأرض والكواكب الأخرى. إضافة إلى أنهما مفيدتان لبناء المستعمرات؛ نظرًا لاستقرارهما دون الحاجة لمناورة الحفاظ على المدار.

## السلبيات
سيكون خطر التعرض للبروتونات القادمة من الرياح الشمسية والتهديد الصحي من الأشعة الكونية كبيرًا. يحمينا الغلاف المغناطيسي الأرضي من العواصف الشمسية، ولكنه يوفر القليل من الحماية من الإشعاع الكوني ذي الطاقة الاعلى، لكن الغلاف الجوي للأرض يحمينا من ذلك.[بحاجة لمصدر]
في نظام القمر والأرض، ستقود مدارات نقاط إل3 وإل4 وإل5 المستعمرات خارج منطقة حماية الغلاف المغناطيسي الأرضي خلال ثلثي الوقت (كما هو الحال مع القمر). ستعاني المستعمرات في نقطة إل1 (الواقعة بين الأرض والقمر) من هذه المشكلة بدرجة أقل، في حين ستعاني تلك الموجودة في نقطة إل2 (الواقعة خلف القمر) من هذه المشكلة بدرجة أكبر وستتعرض جميع المستعمرات لإشعاعات «طبقة البلازما» المفهومة قليلًا الموجودة في «الذيل المغناطيسي الأرضي».
في نظام الشمس والأرض، تتموضع جميع النقاط باستثناء إل2 خارج حماية الغلاف المغناطيسي الأرضي. تنتقل إل2 بشكل دوري من داخل الذيل المغناطيسي وطبقة البلازما والرياح الشمسية اعتمادًا على كثافة الرياح الشمسية واتجاهها.
لن تكون هناك حاجة للحماية من العواصف الشمسية إلا من حين لآخر، وسيكون من الأسهل تجنبها عبر بناء ملاجئ يمكن للمستوطنين الاحتماء داخلها خلال العواصف الشمسية القوية. تتراكم جرعات الإشعاع الكوني ببطء أكبر على مدار سنوات من التعرض، ما يدعو إلى بناء دروع للحماية بسمك بضعة أمتار أو أكثر. عادةً ما تقترح تصاميم المساكن الفضائية بناء درع خارجي من الحطام الصخري أو مواد أخرى.